# Христианство во Вьетнаме
Христианство во Вьетнаме — одна из религий, представленных в стране.
По данным исследовательского центра Pew Research Center в 2010 году во Вьетнаме проживало 7 млн христиан, которые составляли 8 % населения этой страны. Энциклопедия «Религии мира» Дж. Г. Мелтона оценивает долю христиан в 2010 году в 8,6 % (7,8 млн верующих).
Крупнейшим направлением христианства в стране является католицизм. В 2000 году во Вьетнаме действовало 5,6 тыс. христианских церквей и мест богослужения, принадлежащих 43 различным христианским деноминациям.

## Православие
Первые православные богослужения во Вьетнаме совершил святитель Шанхайский Иоанн (Максимович) в 1949 году. Распространение православия в стране началось в 2000-е годы. Первый православный приход во Вьетнаме открылся 17 июля 2002 года. В настоящее время на территории страны присутствуют три православные общины: в Вунгтау (образована русскоязычными сотрудниками нефтяной компании «Вьетсовпетро» и их семьями), Ханое и Хошимине. В 2018 году миссионер Георгий Максимов оценивал численность православных в Ханое в более чем 130 человек.

## Маргинальное христианство
С начала 1960-х годов во Вьетнаме действует Церковь Иисуса Христа Святых последних дней (ЦИХСПД, мормоны). Первые коренные вьетнамцы были крещены в ней в 1963 году. К 1973 году в стране насчитывалось более 200 мормонов. В 2016 году ЦИХСПД получила официальное признание от вьетнамского правительства. По состоянию на 2021 год в стране насчитывалось около 1 тыс. мормонов.
С 1957 года во Вьетнаме присутствуют свидетели Иеговы (СИ). По данным на 2010 год в стране находилось 3 тыс. членов этой организации. В настоящее время деятельность СИ во Вьетнаме запрещена.